# Каладан (планета)
Каладан (англ. Caladan) — вигадана планета, що фігурує у франшизі «Дюна» Френка Герберта. Одна з ключових планет Імперії. Це третя планета сонячної системи Дельта Павич, родова планета-батьківщина Дому Атрідів, дім Пола Атріда (також відомого як Муад'Діб), протягом перших п'ятнадцяти років його життя.
Сім'я Атрідів управляє Каладаном 26 поколінь, проживаючи в Стародавньому Каладанському замку. Населення Каладана лояльне Дому Атрідів.
|               | Нам не потрібно було будувати рай розуму на Каладані — ми могли бачити його практично всюди навколо нас. |
| — Пол Атрід , | |

## Навколишнє середовище
Дощ був характерною рисою метеорології планети. Земля була поцяткована річками та горами. На планеті існувала різноманітна і складна підводна екосистема, а також настільки ж багата і складна біологія суші.

### Клімат
Температура була помірною, погода рідко була суворою, тому укриття не було серйозною проблемою.

## Локації

### Каладанський замок
Каладанський замок був офіційною резиденцією для Дому Атрідів протягом двадцяти шести поколінь.

## Каладанські вина
На планеті Каладан вироблялося кілька сортів вина, проте особливо високе мистецтво виноробства не було відмітною рисою Каладана.
- Bornolla — червоне вино з міцністю близько шістнадцяти відсотків.
- Casyrack — сухе червоне вино, густої консистенції. Термін зберігання — 50—70 років.
- Delkai — біле вино, яке іноді має незвичайні смарагдово-зелені відтінки. Виробляється суто з каладанських сортів винограду, кожна каладанська сім'я має свій рецепт цього напою, який зберігає в строгому секреті. Має приємний солодкий смак. Деякі різновиди цього вина схожі з реально існуючим шампанським.
- Suugee — міцне рисове вино. Цей досить дешевий напій полюбляли як селяни, так і знатні каладанці, особливо в часи правління падишах-імператора Пола Муад'діба.